# Acroperla samueli
Acroperla samueli är en bäcksländeart som beskrevs av Mclellan 1977. Acroperla samueli ingår i släktet Acroperla och familjen Gripopterygidae. Inga underarter finns listade i Catalogue of Life.